# Traité de Thorn
Pour le premier traité de Thorn, voir Paix de Toruń (1411).
Pour le troisième traité de Thorn, voir Traité de Thorn (1709).
La seconde paix de Thorn ou second traité de Thorn ou traité de Thorn, conclu un demi-siècle après le premier traité, confirme la victoire du roi de Pologne et grand-duc de Lituanie Casimir IV, sur le grand maître de l'ordre Teutonique Ludwig von Erlichshausen.
Conclu le 9 ou le 19 octobre 1466, il met fin à la guerre de Treize Ans. L’État monastique des chevaliers Teutoniques cède au royaume de Pologne :
- l'Est de la Poméranie orientale (en bleu ciel) ;
- les commanderies prussiennes de :
  - Elbing (en jaune),
  - Marienburg (en vert clair),
  - Culm (en rose).

Ces territoires constituèrent alors la Prusse royale. Les conséquences de cette partition de la Prusse entre différents royaumes se firent sentir jusqu'à la fin de la Première Guerre mondiale.

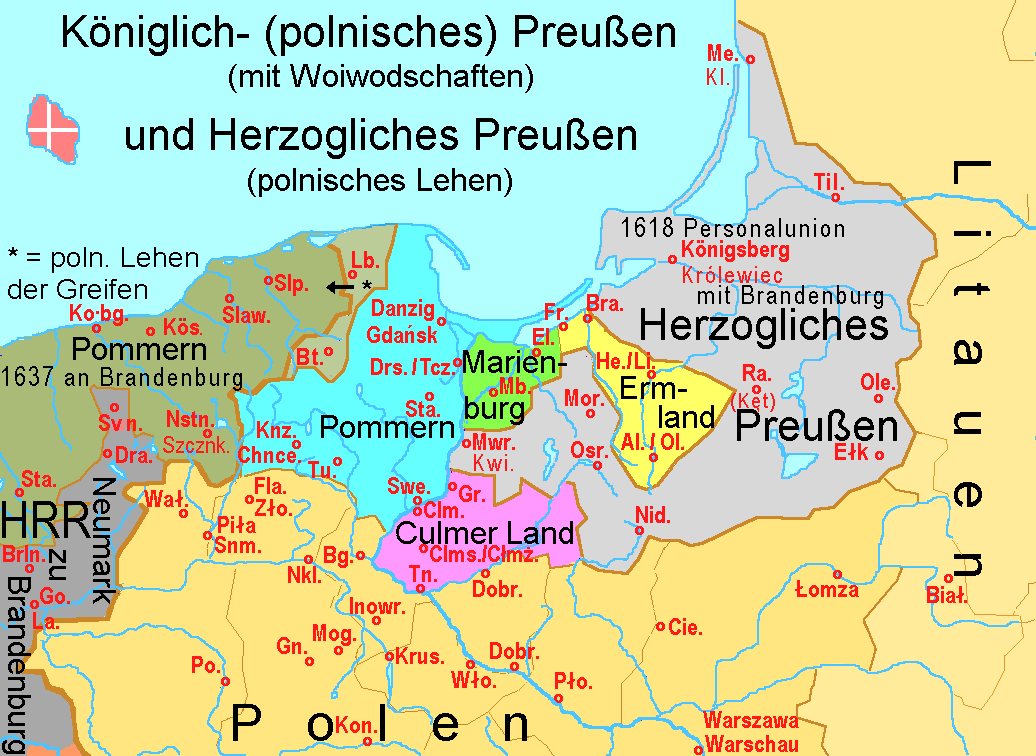
La Prusse royale constituée lors de la signature du traité (le futur duché de Prusse est en gris).

## Déroulement
Ce traité de paix qui mit fin à la guerre de Treize Ans (1454-1466) affecta aussi les villes hanséatiques. Après l'échec des tentatives d'intercession menées en 1463-1464 par le bourgmestre de Lübeck Hinrich Castorp et celles, en 1465, de l'évêque Arnold Westphal, il s'ensuivit tout au long de l'année 1466 d'intenses négociations sous la présidence du légat du pape Rudolf von Rüdesheim, évêque de Lavant et du diplomate et chroniqueur polonais Johannes Longinus.

## Conséquences pour l’ordre Teutonique
La relégation de l’ordre Teutonique en tant que puissance militaire en Baltique avait été parachevée au premier traité de Thorn, imposé en 1411 par le roi Ladislas II Jagellon après sa victoire à bataille de Grunwald, l’année précédente. Les terres réunies en 1454 d'Ermeland, de Pomérélie, de Cujavie, de Lubavie ainsi que les fiefs de Marienburg, Stuhm et Christburg formèrent une province autonome de la couronne de Pologne : la Prusse royale, c'est-à-dire un fief personnel du roi, de même que les villes hanséatiques de la ligue de Prusse : Dantzig, Elbing et Thorun. L'évêché de Varmie devint une principauté ecclésiastique indépendante, et celui de Kulm fut placé sous l'autorité de l'archevêque de Gniezno. 
Le reste de la Prusse teutonique (en gris) resta cependant sous le pouvoir de l'Ordre, tout en reconnaissant la suzeraineté polonaise (elle sera par la suite transformée en un duché héréditaire en 1525). L'Ordre obtenait ainsi de droit un siège du sénateur au Conseil royal de Pologne, prérogative que ne reconnurent ni le Saint-Siège, ni le Saint-Empire.
Dès 1467, à la mort de l'évêque, une série de conflits (Wojna popia, 1467-1479) éclata pour l'investiture d'évêques avec la principauté ecclésiastique de Varmie, qui formait une enclave au milieu des terres prussiennes. Les prérogatives de la Prusse furent régulièrement contestées jusqu'à l'union de Lublin de 1569. Albrecht Giese fut même menacé de représailles.

## Sources
- Encyclopædia Britannica. 2005. Encyclopædia Britannica Premium